# Мари Анжелик дьо Фонтанж
Мари Анжелик дьо Скорай дьо Русил (на френски: Marie Angélique de Scoraille de Roussille; 1661 – 1681), дукеса дьо Фонтанж, е метреса на Луи XIV.

## Живот
Родена е на 27 юли 1661 г. в замъка Кропиер в семейството на кралски лейтенант на служба в Оверн.
Заслепен от красотата ѝ, един братовчед на баща ѝ предлага да я представи във Версай. Родителите ѝ приемат, тъй като имат да отглеждат още четири дъщери и трима сина. След като е въведена в двора, Мари Анжелик веднага привлича вниманието на Луи XIV и скоро след това става негова любовница (1678). Връзката им се пази в тайна до пролетта на 1679 г., когато кралят я обявява за своя официална метреса. В края на същата година Мари Анжелик ражда преждевременно мъртвороден син и се възстановява много трудно от раждането.
Луи XIV ѝ дава титлата „херцогиня дьо Фонтанж“ през 1680 г., но страстта му към нея вече е отминала. Изоставена и без да се е възстановила напълно от раждането, Мари Анжелик влиза в манастира Пор-Роял и умира от туберкулоза на 28 юни 1681 г. на 19-годишна възраст.